# Gustav Witlatschil

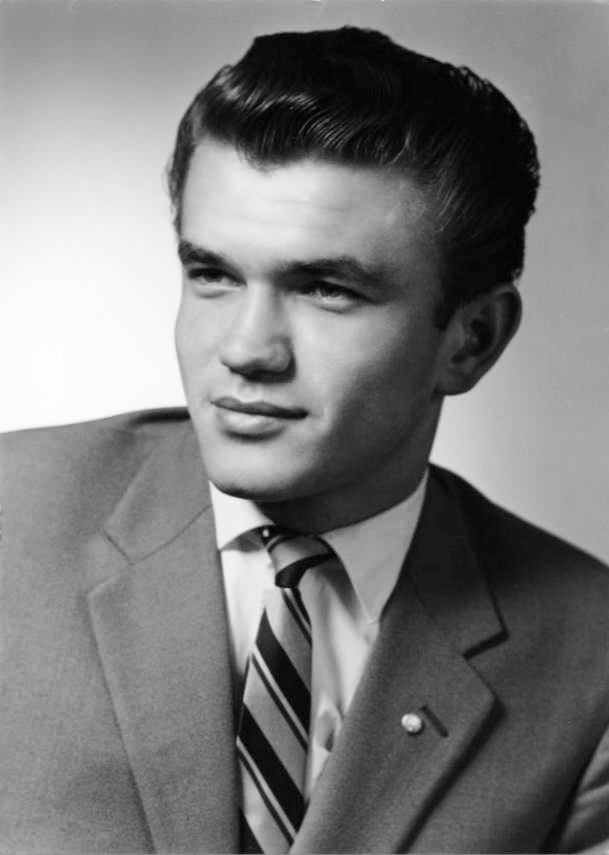
Gustav Witlatschil (1958)

Gustav Witlatschil, gerufen „Gustl“ (* 9. Dezember 1935 in Zwittau, Tschechoslowakei; † 7. Mai 2018) war ein deutscher Fußballspieler des Karlsruher SC, der es in der Oberliga Süd und in der Bundesliga von 1956 bis 1966 auf 220 Einsätze mit 38 Toren brachte.

## Beginn der Karriere
Der im böhmisch-mährischen Schönhengstgau aufgewachsene Gustav Witlatschil kam im Jahre 1945 mit seinen Eltern und seinem Bruder im Zuge der Vertreibung nach Karlsruhe. In der ehemaligen Residenzstadt in Baden wurde die Familie schnell heimisch und Sohn Gustav trat mit 12 Jahren der Jugendabteilung des Karlsruher FC Phönix bei. Die Sportplätze von Phönix, mitten im Hardtwald in der Nähe des Karlsruher Schlosses gelegen, wurden auf Jahre zur zweiten Heimat des fußballbegeisterten Nachwuchsspielers. Er durchlief alle Jugendmannschaften von der C-Jugend bis hoch zur A-Jugend beim Meister des Jahres 1909. Einsätzen in der Jugendauswahl von Nordbaden folgte auch eine Trainingswoche mit der DFB-Jugendauswahl in der Sportschule Schöneck vor dem UEFA-Turnier im April 1954 in Westdeutschland. Trotz hohen Engagements in den Trainingseinheiten gegen Uwe Seeler und Hermann Nuber fuhr aus Karlsruhe nur der Torhüter des KFV, Manfred Eglin, zum Turnier. Im letzten A-Jugendjahr 1953/54 war Witlatschil für die Oberligamannschaft freigemacht worden. Er kam aber nur zu einem Einsatz. Die körperliche Anforderung im Seniorenbereich der Oberliga Süd konnte er noch nicht erbringen. Danach führte der Weg zu den Amateuren des am 16. Oktober 1952 durch Fusion entstandenen Karlsruher SC. In der Amateurmannschaft erfuhr der talentierte Stürmer die besondere Förderung und Schulung des Trainers Georg Seeburger. Der ehemalige Leistungsträger des VfB Mühlburg feilte intensiv an der Zweikampfstärke und der Schusstechnik von Gustav Witlatschil. Das Nachwuchstalent erzielte in 26 Einsätzen in der 1. Amateurliga Nordbaden sieben Tore für die KSC-Amateure. In dieser Zeit wurde er mehrmals in die Amateurauswahl des Badischen Fußballverbandes berufen.
Den Weg in die Oberliga-Elf versperrten die DFB-Pokalsieger der Jahre 1955 und 1956. Gegen die fußballerischen Qualitäten der Stürmer Traub, Kunkel, Kohn, Beck, Strittmatter, Sommerlatt und Termath konnte das Talent aus den eigenen Reihen noch nicht bestehen. Zudem zeichnete sich diese erfolgreiche Mannschaft durch einen besonders ausgeprägten Gemeinschaftsgeist und Zusammenhalt aus. Nach der Finalteilnahme 1956 in Berlin um die deutsche Fußballmeisterschaft gegen Borussia Dortmund wurde die Stürmerhoffnung aus der Amateurmannschaft jedoch zur Urlaubsfahrt an die Nordsee auf die Insel Baltrum mitgenommen und damit sein Übertritt zur Runde 1956/57 in die Oberligamannschaft eingeleitet.

### Oberliga, 1956–1963
Die erste Saison 1956/57 war ein „Lehrjahr“. Gustav Witlatschil machte sich mehr als „Kofferträger“ denn als Aktiver der Oberliga-Elf verdient. Zum Abschluss der Runde wurde er mit dem Einsatz beim 8:1-Sieg bei Schweinfurt 05 für seinen ungebrochenen Trainingseinsatz und mannschaftsdienliches Verhalten belohnt. Trainer Ludwig Janda versuchte in der Runde 1957/58 mit dem Neuzugang Pál Csernai und dem näher an die Stammplätze gerückten Witlatschil die Lücke des zum FC Bayern München gewechselten Kurt Sommerlatt zu schließen. Der Erfolg der Runde sprach für die personelle Neuausrichtung. Der KSC holte die Meisterschaft in der Oberliga Süd vor dem 1. FC Nürnberg, Eintracht Frankfurt und der SpVgg Fürth. In der Endrunde um die deutsche Fußballmeisterschaft wurde wegen der anstehenden Fußball-Weltmeisterschaft 1958 in Schweden der Einzug in das Finale nicht in Hin- und Rückspielen, sondern in jeweils einem Spiel auf neutralem Platz ausgetragen. Der KSC besiegte Tennis Borussia Berlin und Eintracht Braunschweig. Dem FC Schalke 04 gelang das ebenfalls. Am 10. Mai 1958 gewannen die „Knappen“ das entscheidende Spiel in Hamburg gegen Karlsruhe mit 3:0 Toren, zogen in das Endspiel ein und holten sich die deutsche Meisterschaft gegen den Hamburger SV. In allen drei Endrundenbegegnungen hatte Gustav Witlatschil im Sturm des KSC mitgewirkt.
Zumeist praktizierten die Janda-Schützlinge ein defensiv orientiertes Spiel aus der Abwehr, wobei Witlatschil die Absicherung der linken Spielfeldseite und das Nachrücken aus dem Mittelfeld in die Spitze übertragen wurde. 1959 erzielte Witlatschil acht Treffer in der Oberliga und gehörte damit zu den erfolgreichsten Torschützen, der KSC konnte seinen Titel aber nicht verteidigen, er rutschte sogar in das tiefe Mittelfeld zurück. Dies war überraschend. Mit den Neuzugängen Günter Herrmann, Klaus Matischak und Willy Reitgaßl hatte man sich weit mehr im Wildpark vorgestellt. Dagegen war der nur einmalige Einsatz des ehemaligen UEFA-Jugendturniertorhüters des Jahres 1957, Rolf Bierhoff, nur eine Marginalie des KSC in der Runde 1958/59. Unter dem neuen Trainer Eduard Frühwirth absolvierte Gustav Witlatschil in der Runde 1959/60 in der Oberliga Süd 29 Spiele. Er war in die Verteidigung gerückt und kam als Verteidiger oder Mittelläufer zum Einsatz. Es wurde die sportlich erfolgreichste Runde für das Phönix-Eigengewächs. Persönlich hält er die Mannschaft des Jahres 1960 rückblickend, „für die beste KSC-Mannschaft in der er je gespielt hat“. Nimmt man die Neuzugänge Horst Szymaniak, Reinhold Wischnowsky und Friedel Späth zur Kenntnis, denkt an die Torhüterlegende Rudi Fischer und die Feldspieler Herrmann, Reitgaßl, Ruppenstein und Termath, wird die Klasse des Süddeutschen Meisters des Jahres 1960, sechs bzw. acht Punkte vor den Finalisten des Jahres 1959, Kickers Offenbach und Eintracht Frankfurt, vorstellbar. Am 8. November 1959 wurde „Gustl“ von Bundestrainer Sepp Herberger in die B-Nationalmannschaft im Spiel in Saarbrücken gegen Ungarn berufen. Beim 2:1-Sieg bildete er mit seinem Vereinskamerad Späth das Verteidigerpaar vor Torhüter Horst Schnoor vom Hamburger SV. Die Standard-Verteidiger der WM-Tage 1958 in Schweden, Stollenwerk und Juskowiak, standen auf der Kippe, der Bundestrainer suchte Nachfolger. Lutz, Nowak und Schnellinger setzten sich in den nächsten Spielen auf dieser Position in der Nationalmannschaft durch.
Zum Höhepunkt der Saison wurde die Endrunde um die deutsche Fußballmeisterschaft 1960. Der KSC musste sich mit Westfalia Herne, Borussia Neunkirchen und dem Hamburger SV auseinandersetzen. Nach den ersten drei Spielen hatte der KSC 3:3 Punkte mit einem Torverhältnis von 10:11 Toren zu verzeichnen. Gustav Witlatschil rückte vom linken Verteidiger auf die Mittelläuferposition und konnte immerhin beim 4:3-Heimsieg gegen den späteren Deutschen Meister Hamburger SV am 11. Juni 1960 den Nationalmittelstürmer Uwe Seeler erfolgreich am Torerfolg hindern. Durch die offensive Ausrichtung der Außenläufer Ruppenstein und Szymaniak sowie der deutlich im Spiel nach vorne liegenden Stärke des Halbstürmers Herrmann, war die Stabilität des Abwehrblockes durch die nicht ausreichende Mitarbeit des Mittelfeldes nicht in dem Maße gegeben, um in das Finale einzuziehen. Witlatschil und seine Kameraden nahmen dem HSV drei Punkte in der Endrunde ab, verloren aber auch drei Punkte gegen den Südwest-Vertreter Neunkirchen, gegen den sich die Hanseaten mit 4:0 und 6:0 überlegen durchsetzten. Dieser nicht genutzten Meisterschaftschance trauert Witlatschil auch noch heute (2006) im Gespräch nach. In der folgenden Runde 1960/61 wurde der dritte Rang im Süden erreicht. In der Hinrunde wurde der DFB-Pokal des Jahres 1960 ausgetragen. Am 30. Juli holte der KSC mit einem 2:1-Erfolg den Titel des süddeutschen Pokalsiegers gegen Eintracht Frankfurt. „Gustl“ war als Stopper der Chef der Defensive. Im Wiederholungsspiel im Halbfinale des DFB-Pokals am 21. September im heimischen Wildpark-Stadion wurde der in den Sturm vorgerückte Allrounder, zum Matchwinner. Gustav Witlatschil erzielte beide Treffer zum 2:0-Sieg des KSC gegen den FK Pirmasens. An das Finale am 5. Oktober 1960 in Düsseldorf gegen Borussia Mönchengladbach denkt Witlatschil aus mehreren Gründen mit gemischten Gefühlen. Erstens fehlten aus der Stammbesetzung infolge Verletzung die Spieler Manfred Paul (Torhüter), Max Schwall (Halblinks) und Reinhold Wischnowskiy (Mittelstürmer), zweitens erlitt er in dem Spiel eine schmerzhafte Gehirnerschütterung und drittens ging das Endspiel mit 2:3 Toren verloren. Albert Brülls entschied den Zweikampf gegen seinen Nationalmannschaftskameraden Horst Szymaniak und damit das Spiel. Der extra zum Finale nach geflogene Witlatschil, konnte als Krönung wegen der erlittenen Gehirnerschütterung seinen REFA-Kurs in Ludwigsburg nicht abschließen und hatte damit zu dem entgangenen Pokalerfolg auch noch einen beruflichen Nachteil zu verkraften.
In den zwei abschließenden Runden der Oberliga Süd 1961/62 und 1962/63 fehlte Gustav Witlatschil in keinem Spiel des KSC. Er war zu einer Institution in der Abwehr des KSC geworden. Ausdauernd, kopfball- und zweikampfstark, Einsatz bis zum Schlusspfiff war Normalität, das Umschalten von der Defensive zur Offensive beherrschend, mit Abschlussqualitäten bei seinen Vorstößen versehen (elf Tore in den zwei Spielzeiten), kameradschaftlich prägend für den Mannschaftsgeist, hatte er sich in die Herzen der Fans im Wildpark gespielt. Trainer, Mitspieler und Anhänger wussten, auf den Menschen und Spieler Gustav Witlatschil ist Verlass. Persönlich hatte der durch seine Beidfüßigkeit auf allen Positionen in der Abwehr einsetzbare Allrounder das Pech, auf seiner Lieblingsposition des Stoppers nur dann zu spielen, wenn er an anderer Stelle nicht dringender benötigt wurde. Mehr als das Abschneiden in der Oberliga in den Jahren 1962 und 1963 sind die Tourneen 1962 vom 29. April bis 24. Mai nach Südamerika und 1963 die Weltreise mit dem KSC in der Erinnerung des Abwehrstrategen. Zur Vorbereitung auf die neue Bundesliga ab der Saison 1963/64 war die Weltreise mit Stationen in Kairo, Hongkong, Bangkok, Haiti, Hawai und den Fidschi-Inseln gewiss nicht dem Formaufbau förderlich. Erst wenige Tage vor dem Premierenspieltag waren die Kicker von dieser fünfwöchigen Reise zurückgekehrt.

### Bundesliga, 1963–1966
In den ersten drei Runden der Fußball-Bundesliga, sie konzentrierte die Spitze des bisherig regional ausgetragenen Oberligafußballs auf eine Staffel, absolvierte Gustav Witlatschil 71 Spiele mit neun Toren für den Karlsruher SC. Die Mannen um Witlatschil taten sich in der neuen Liga sehr schwer. Keine konsequente Vorbereitung, der Verlust des Spielmachers Günter Herrmann zu Schalke 04 und die Auswahl der Neuzugänge verhinderten mehr als nur um den Klassenerhalt zu spielen. Unter den Trainern Kurt Sommerlatt und Helmut Schneider gehörte Witlatschil in den ersten zwei Runden stets der Stammformation an. Beim 7:0-Auswärtserfolg am 19. September 1964 bei Eintracht Frankfurt zeichnete sich der Stopper mit zwei verwandelten Elfmetern als zweifacher Torschütze gegen Eintracht-Torhüter Egon Loy aus. Nachdem er im Sommer 1965 ein Angebot von Hannover 96 abgelehnt und zu verbesserten Konditionen in Karlsruhe verlängert hatte, geriet er unter Trainer Werner Roth überraschend in die ungeliebte Reservistenrolle. Sein letztes Bundesligaspiel absolvierte Witlatschil am 28. Mai 1966 bei der 0:1-Niederlage beim Absteiger Borussia Neunkirchen. Verärgert darüber, in den Planungen des Trainers keine feste Rolle mehr zu spielen, löste er im Sommer 1966, noch nicht 31-jährig, seinen Vertrag beim KSC auf und ließ sich reamateurisieren.

## Die Zeit nach dem Leistungsfußball
Von 1967 bis 1970 verstärkte Gustav Witlatschil in der 1. Amateurliga Nordbaden den Altmeister Karlsruher FV. An der Seite von Mitspielern wie Gerhard Helm, Siegfried Kammerer, Günther Cuntz, Rudi Eigenstetter, Walter Leihener, Willi Renaud und Roland Vogel absolvierte der Routinier für den KFV in drei Runden 73 Ligaspiele und erzielte 20 Tore. Mit 35 Jahren beendete er in der Karlsruher Nordweststadt, im traditionsreichen KFV-Platz an der Telegrafenkaserne, unweit gelegen von seinem Familienwohnsitz und seiner Schlosserei, seine aktive Spielerlaufbahn. Der während seiner gesamten Spielerlaufbahn als Dreher und Schlosser tätige Witlatschil hatte Fußball immer als Hobby neben dem Beruf ausgeübt. 1964 hatte er sich selbständig gemacht und die Industrie- und Handwerksmeisterprüfung abgelegt. Sportlicher Ehrgeiz, Lebensfreude durch Tanzen und Geselligkeit in der Jugend, Skifahren ab dem 35. Lebensjahr und das Tennisspiel ergänzten immer das Leben neben dem Beruf.
Beim VfB Bretten leitete er von 1970 bis 1973 das Training. Durch die Beanspruchung in seinem Betrieb gab er diese Funktion auf und spielte nur noch in der Altherrenmannschaft des Karlsruher FV Fußball. Witlatschil lebte bis zu seinem Tod mit seiner Ehefrau in der Nordweststadt in Karlsruhe.

## Spielerkameraden

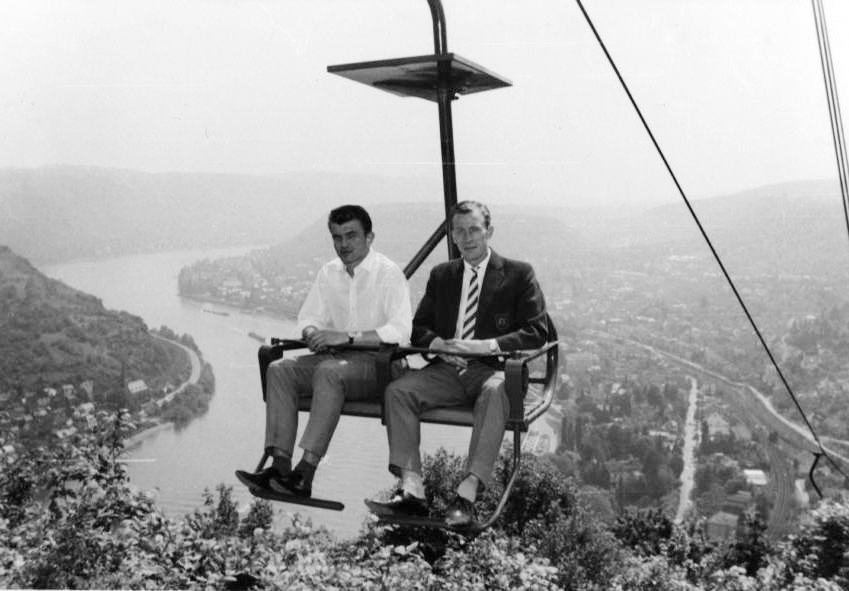
Witlatschil (links) und Jupp Marx während eines Mannschaftsausflugs auf dem Vierseenblicklift (1965)

Seit „Jupp“ Marx 1961 zum Karlsruher SC gekommen war, hatte sich eine Freundschaft entwickelt, die bis zu dessen Tod 2008 anhielt und gepflegt wurde. Mit Horst Szymaniak teilte sich Gustav Witlatschil zwei Jahre auf Reisen und während Trainingslagern das Zimmer. Er vertrat die Ansicht, es sei „Schimmis“ Art gewesen, auf Journalistenfragen bewusst einfältige Antworten zu geben, die diese dann als bare Münze verbreitet haben und Szymaniak später im Kollegenkreis als Gag-Einlage zum besten gegeben hat. Die Spielvorbereitung des Nationalspielers hob er als umfassend, intensiv und schon deutlich professionell hervor.